# Estação Calçada
A Estação Calçada é uma das estações do Sistema de Trens do Subúrbio de Salvador, situada em Salvador. É a estação final ao sul da linha desse sistema e está localizada no Largo da Calçada, no bairro homônimo.
Em continuidade ou acesso ao transporte ferroviário, há o Terminal da Calçada, onde há majoritariamente ônibus metropolitanos, mas encontra-se abandonado. No Largo da Calçada encontra-se uma das estações do sistema de bicicletas compartilhadas, o Bike Salvador, desde 23 de fevereiro de 2014. E, próximo à estação, está situado o plano inclinado que liga o bairro à Liberdade: o Plano inclinado Liberdade-Calçada. Apesar da importância e do fluxo de pessoas, o entorno da ainda estação carece de acessibilidade.

## História

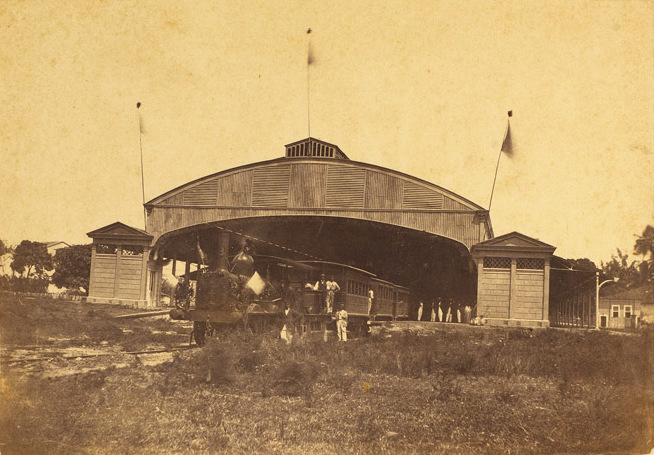
Imagem histórica da estação em 1868

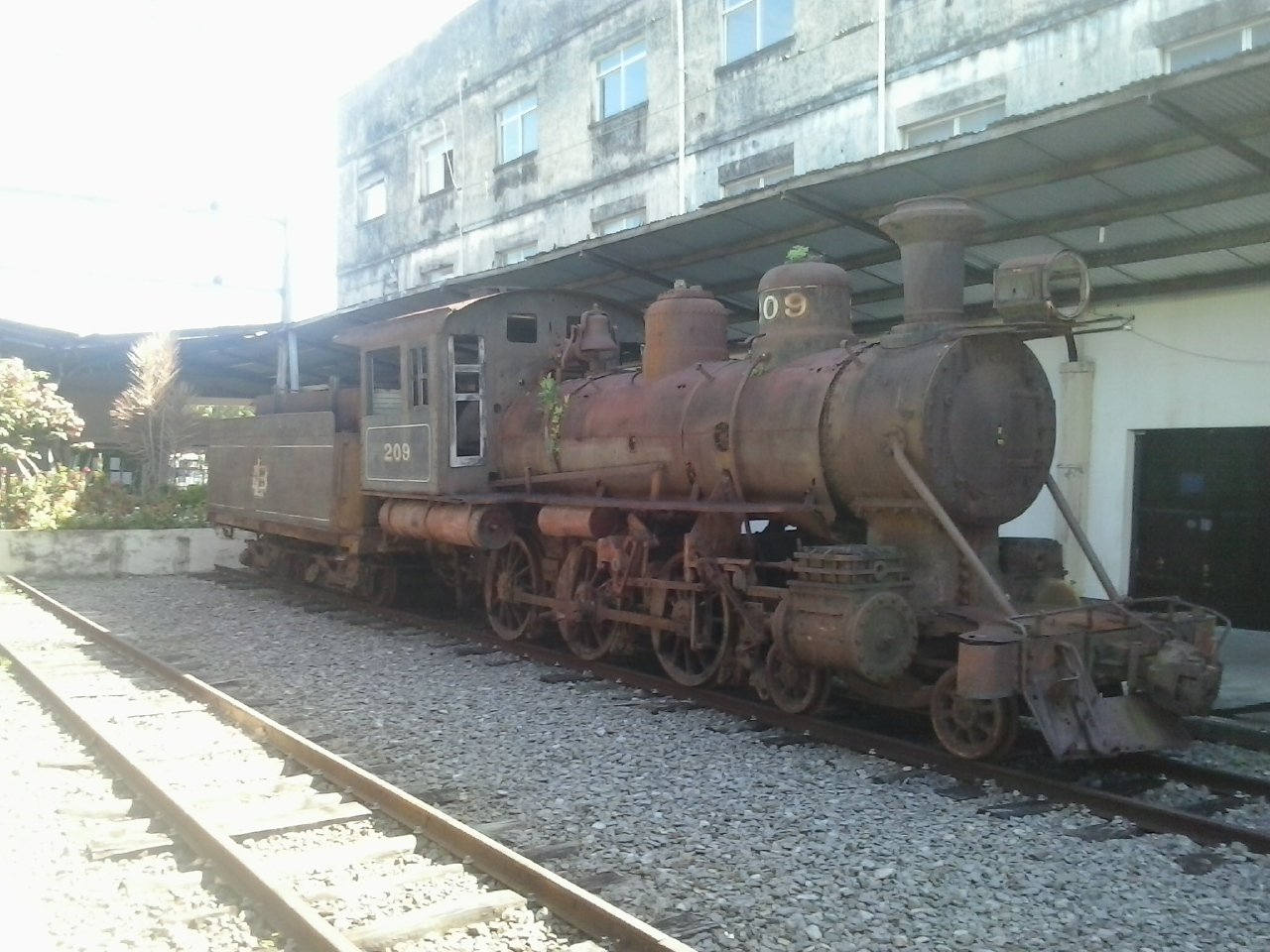
Antiga locomotiva do tipo "Maria-fumaça" parada na estação.

Inaugurada em 28 de junho de 1860, a construção da estação ferroviária de Salvador levou ao surgimento do bairro da Calçada e seu comércio a desenvolver rapidamente, o que confere grande importância nessa região da cidade.
As tropas baianas na batalha em Catanduvas foram recepcionadas na estação pelo governador Góis Calmon em 1925.
Em 1936 a edificação passou por uma grande reforma. Em 1981, outra reforma foi feita.
A estação estabelecia a ligação com o Subúrbio Ferroviário de Salvador e cidades do Recôncavo baiano, como também com o Porto de Salvador. No entanto, com a construção do terminal de contêineres e o porto de Aratu, respectivamente, o ramal portuário direto foi desativado até o terminal ferroviário (antes dos contêineres) na década de 1970 e por completo na década de 1990. Os trilhos do ramal ainda podem ser vistos em alguns locais, cobertos pelo asfalto. Atualmente é a estação terminal da linha que leva até Paripe, no Subúrbio Ferroviário.
O projeto metroviário da Prefeitura, anterior à construção da via expressa portuária, contemplava Estação Ferroviária da Calçada, na qual a linha 2 do metrô seria integrado aos trens urbanos. O trecho pensado iria até Mussurunga, com estações em Água de Meninos, Dois Leões, Acesso Norte (local de integração com a linha 1), Rodoviária, Imbuí e CAB. O Plano Diretor de Desenvolvimento Urbano (PDDU) estabelecido pela lei n.º 7 400 de 2008 projetou levou a integração dos sistemas ferroviários urbanos outro ponto, mas projetou sua transformação em estação para veículos leves sobre trilhos (VLT). O projeto de transformação em VLT persiste no governo estadual baiano.